# Полідора
Полідора (грец. Polydora) — дочка Мелеагра, дружина Протесілая, що заподіяла собі смерть, коли дізналася про загибель чоловіка під мурами Трої (за іншою версією, дружиною Протесілая була дочка Акаста Лаодамія).
Полідора — одна з Океанід, дочка Океана і Тетії.